# Colonne Faidherbe
La Colonne Faidherbe est un monument commémoratif de la Guerre de 1870 situé sur le territoire de la commune de Pont-Noyelles dans le département de la Somme.

## Historique
Pendant la guerre de 1870, les soldats de l’Armée du Nord commandés par le Général Faidherbe  affrontèrent l'armée prussienne commandée par le Général Manteuffel, les 23 et 24 décembre 1870, dans la plaine dominant le village de Pont-Noyelles au cours de la Bataille de l’Hallue ou Bataille de Pont-Noyelles.
Le monument a été élevé par souscription publique, grâce à un comité organisé à Amiens au mois de juillet 1872 sur un terrain offert par le maire de Pont-Noyelles. Il fut inauguré le 4 mai 1873 en présence de René Goblet.

Dans la nuit du 21 au 22 mars 1903, des dégradations furent commises sur le monument. La grille de clôture fut arrachée en plusieurs endroits. Les quatre plaques ornant le soubassement, furent descellées, brisées et jetées dans le champ voisin. Toutes les arêtes vives de la partie inférieure furent brisées. À la place occupée par une plaque, les vandales écrivirent à la craie : 

« Aux victimes de votre barbarie, À bas l'armée »

Ce qui laisse à penser que les auteurs de ce méfait étaient peut-être des anarchistes.
Les dégâts furent évalués à un millier de francs de l'époque
Le monument a été restauré en 1904 par le Souvenir français.
Jusque 1913, des cérémonies patriotiques s’y déroulaient chaque année à la date anniversaire de la bataille.

## Caractéristiques
Située à au nord-est du village à l’écart de la route Amiens-Albert, en direction d'Albert, cette colonne commémorative fut édifiée en 1873 au lieu-dit La Bahotte ou encore Les Vignes, près de l'emplacement où Faidherbe avait établi son poste de commandement.
Edmond Duthoit, architecte en chef des Monuments historiques, conçut le monument et en dirigea les travaux d'élévation. La Colonne Faidherbe surplombe la vallée de l'Hallue. Le monument haut de dix mètres est formé d'une colonne conique se terminant par une croix, érigée sur un socle circulaire avec quatre plaques commémoratives. Il est construit en pierre calcaire de l'Oise.

Sur ce monument, on peut lire la composition des armées française et prussienne et la devise : 

« resurgent primi mors illorum immortalitate plena est. »

La colonne Faidherbe a été inscrite à l’inventaire des monuments historiques le 23 septembre 2003.

## L'ossuaire de Pont-Noyelles
À l'entrée du village de Pont-Noyelles, en venant d'Albert, en contrebas de la route, se situe un ossuaire dont l'emplacement est marqué d'une croix.

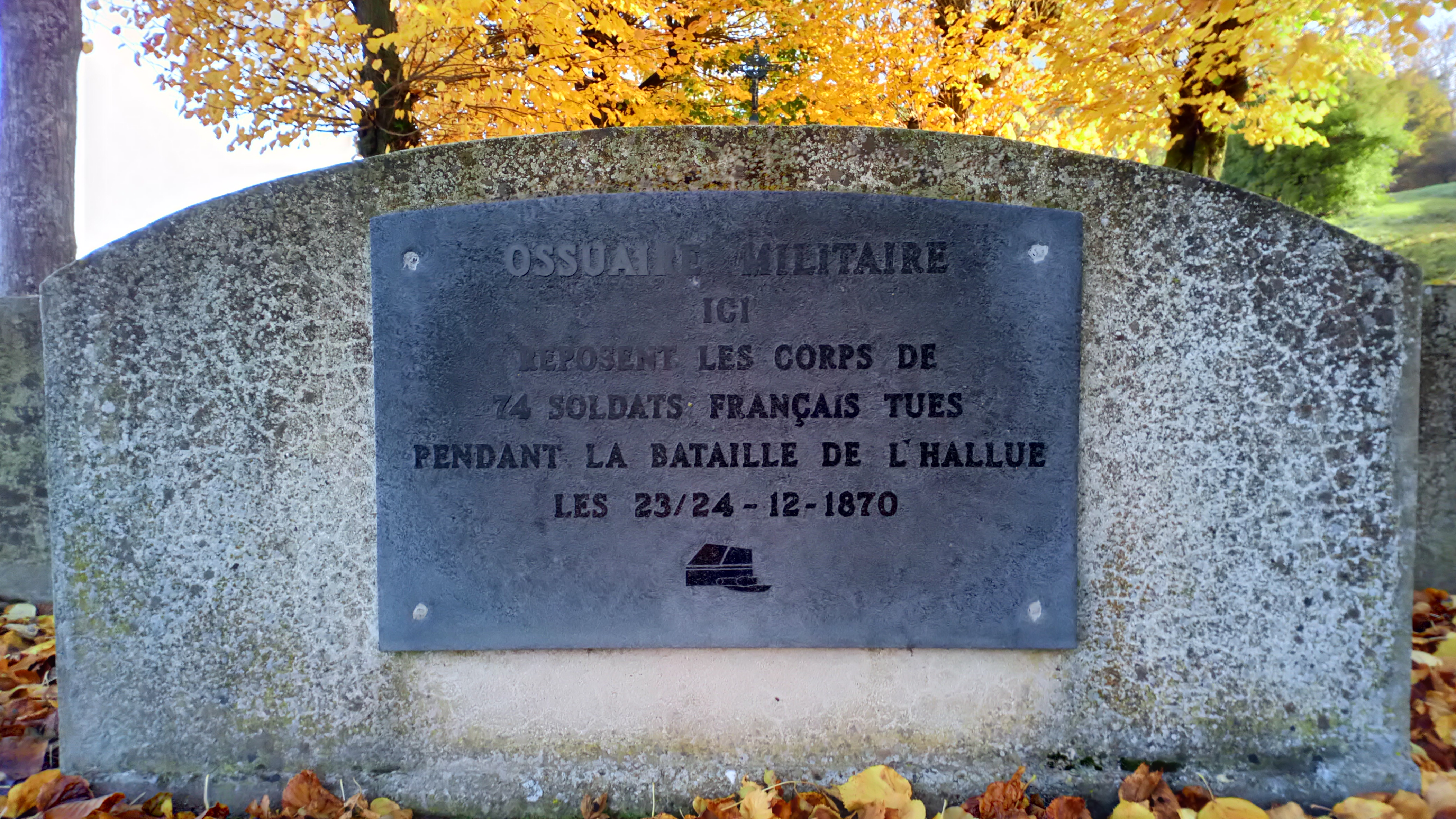
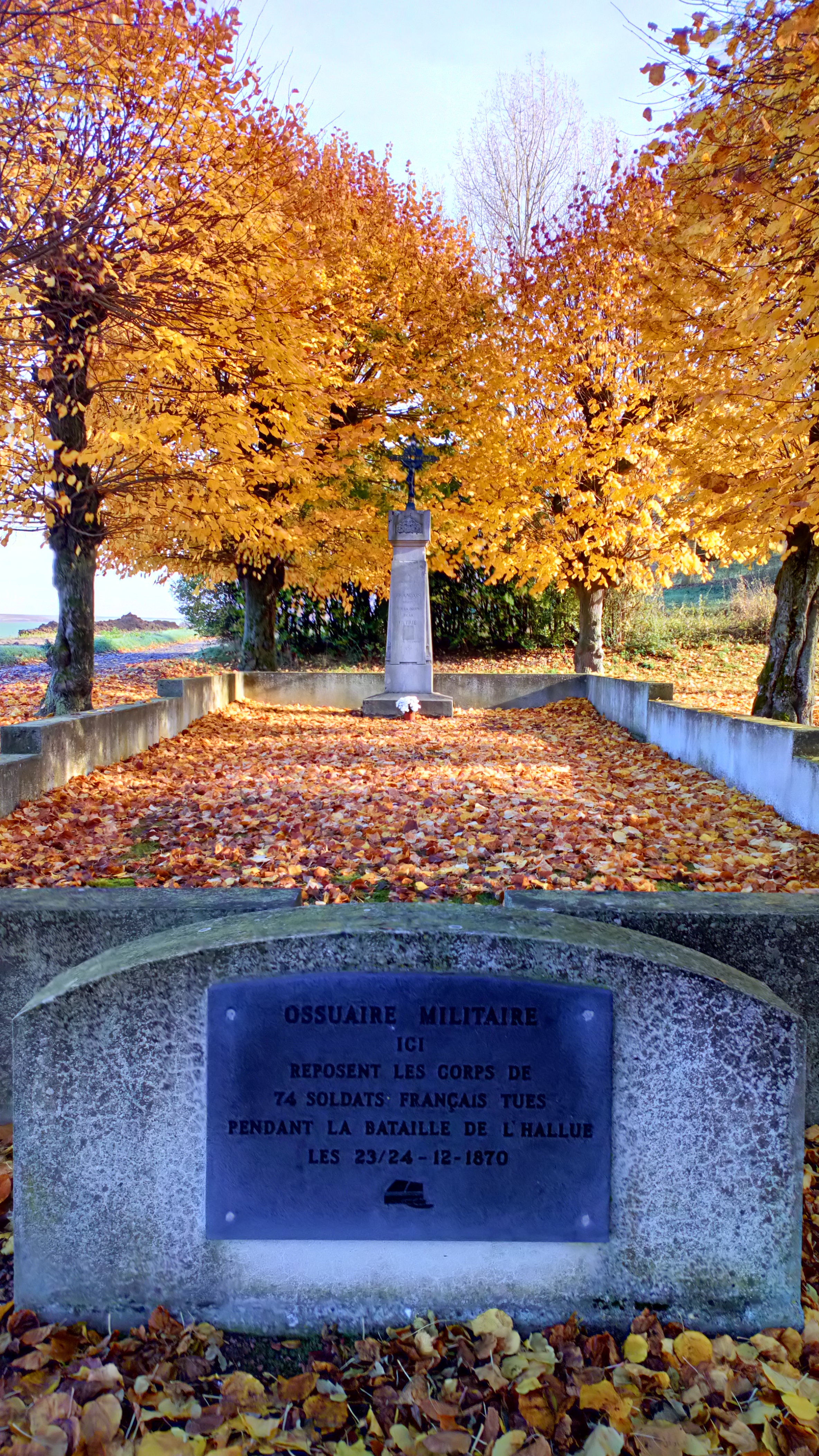
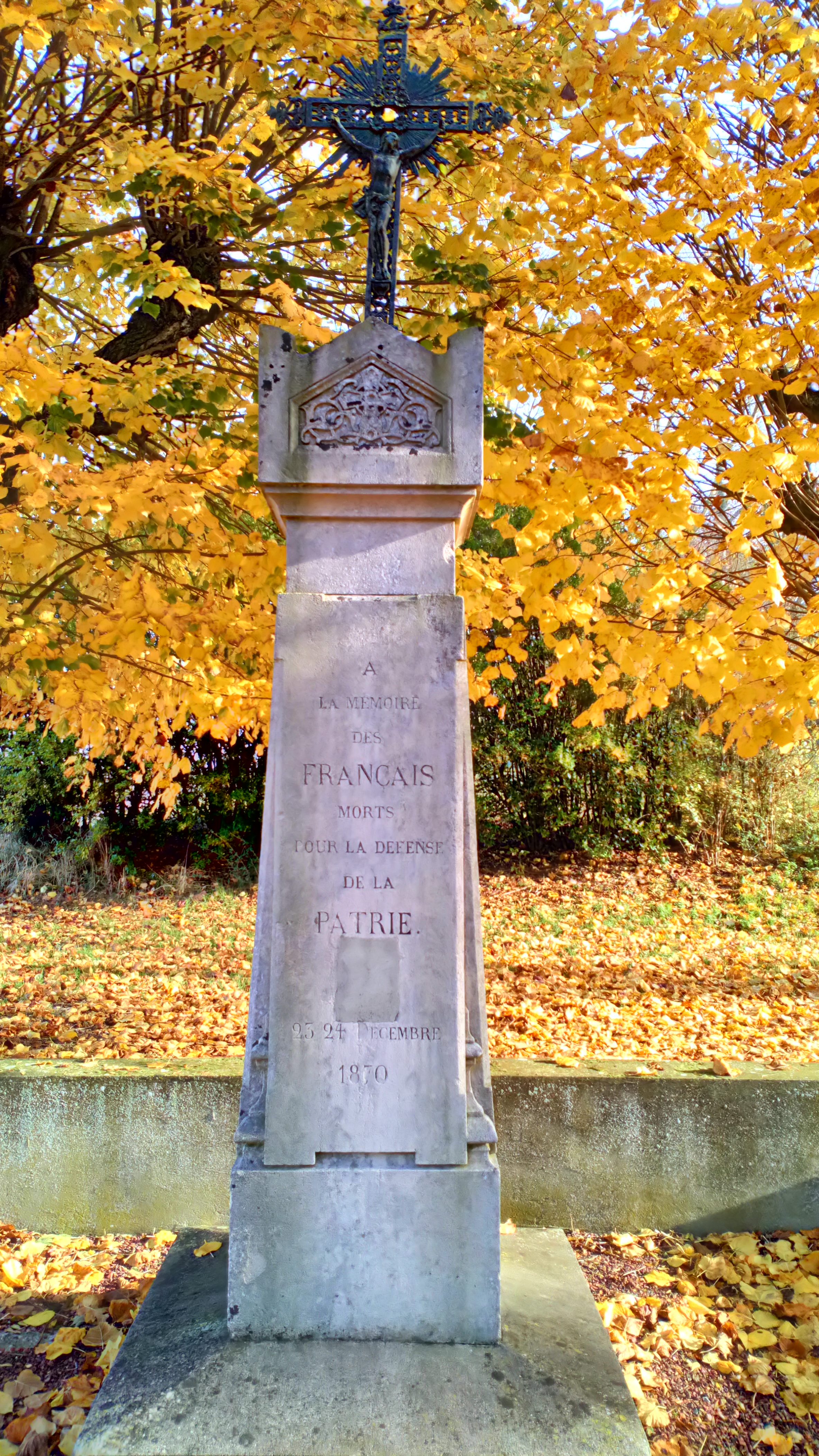

## Tombes de soldats
Des tombes de soldats morts au combat se trouvent dans le cimetière communal de Pont-Noyelles.

## Pour approfondir

#### Ouvrages
- George Bruce, Harbottle's Dictionary of Battles. (Van Nostrand Reinhold, 1981)  (ISBN 0-442-22336-6).

- Général Faidherbe, Campagne de l'Armée du Nord en 1870-1871, édition E. Dantu, Paris, 1871.

- Adolphe Lécluselle, La Guerre dans le Nord (1870-1871), 1898[3], réédition, Colombelles, Éditions Corblet, 1996

- Pierre Milza, L'Année terrible, tome 1 La guerre franco-prussienne septembre 1870-mars 1871, Paris, Perrin, 2009  (ISBN 978 - 2 - 262 - 02 498 - 7)

- Colonel Rousset, Histoire générale de la Guerre franco-allemande, tome 2, édition Jules Tallandier, Paris, 1911.

#### Articles
- Gilles de Monclin « La bataille de l'Hallue », in Histoire et Traditions du Pays des Coudriers, No 21 pages 29 à 36.

- Georges Pierson « La bataille de Pont-Noyelles », in Histoire et Traditions du Pays des Coudriers, No 8 pages 37 à 42.

- Colonel Pierson, « La guerre de 1870 aux environs d’Amiens », in Terre Picarde no 26 (1989) , p. 4.